# Venturia peruviana
Venturia peruviana är en stekelart som först beskrevs av Joseph Augustine Cushman 1940.  Venturia peruviana ingår i släktet Venturia och familjen brokparasitsteklar. Inga underarter finns listade i Catalogue of Life.